# 初唐四杰
初唐四傑是对中國初唐时期文学家王勃、杨炯、卢照邻、骆宾王的合称。
《旧唐书·杨炯传》记载：“炯与王勃、卢照邻、骆宾王以文诗齐名，海内称为王杨卢骆，亦号为四杰。”四杰活动于唐朝高宗、武后时期。他们在内容、风格等方面对宫体诗有较大突破，并将五言律诗发展成熟，勇于改革齐梁浮艳的诗风。杜甫以詩曾評四人：「王楊盧駱當時體，輕薄為文哂未休。爾曹身與名俱滅，不廢江河萬古流。」

## 文学贡献
初唐四傑力求擺脫南朝靡靡詩風，突破了宮體詩的狹小範圍，擴大了詩歌的題材。諸如交友、愛情、離別、懷鄉、邊塞、市井生活、山川景物等都成為他們詩的內容，詩歌有時是樂觀積極的精神，有時抒發抑鬱不平的憤慨，顯示出詩歌創作的不同方向。
在詩歌形式方面，他們積極進行探索，盧照鄰和駱賓王都擅長寫作七言歌行體，七言歌行在劉希夷和張若虛的手中達到高峰。至於五律和五絕，也趨向嚴密精工，王勃是其中成就較高的一位，終於在後來的沈佺期和宋之問，加以發展，終完成律詩之體制。

## 名次排序
四杰的名次历来有多种排序：
- 宋之问在《祭杜学士审言文》中第一次提出“复有王杨卢骆”。
- 《旧唐书·楊炯传》也采用这个排序，但是杨炯本人对这个名次不同意，表示“愧在卢前，耻居王後”。
- 与四杰同时代的张说在《赠太尉裴公神道碑》中称：“在选曹，见骆宾王、卢照邻、王勃、杨炯”。
- 《旧唐书·裴行俭》也有“杨王卢骆”的排序，吏部侍郎李敬玄盛讚四人，但裴行儉見面後，便說：“士之致遠，先器識，後文藝。如勃等，雖有才，而浮躁衒露，豈享爵祿者哉？炯頗沉嘿，可至令長，餘皆不得其死。”[1]
- 明代陆时雍的《诗镜总论》说：“王勃高华，杨炯雄厚，照邻清藻，宾王坦易，子安其最杰乎？调入初唐，时带六朝锦色。”